# Umweltpreis der Stiftung Arbeit und Umwelt
Den Umweltpreis der Stiftung Arbeit und Umwelt vergibt die Stiftung Arbeit und Umwelt seit 1993 in unregelmäßigen Abständen. Er ist jeweils mit insgesamt mit 25.000 € dotiert und würdigt besondere Leistungen im Bereich Arbeit und Umwelt. Der Beirat der Stiftung legt bei jeder Ausschreibung ein neues Thema und neue Zielgruppen fest. Die Bewertung erfolgt durch eine unabhängig zusammengesetzte Fachjury. Mitunter gibt es einen Sonderpreis für Bewerber aus einer Region. Meist ist dies ein Bundesland, das auch das Preisgeld für diesen Sonderpreis zur Verfügung stellt. Bewerben können sich jeweils Unternehmen, Verwaltungen und Einrichtungen aller Branchen und Größen ab 20 Beschäftigten mit Sitz in Deutschland.

## Themen und Preisträger
- 1993 prämierte die Stiftung wissenschaftliche Arbeiten zum Thema Beteiligungsorientierung bei Ökobilanzen. Den ersten Preis erhielt das Bayerische Institut für Abfallforschung. Der zweite Preis ging an Rainer Grießhammer vom Öko-Institut Freiburg e. V. für seine Arbeit „Zur Integration sozio-ökonomischer Aspekte in des Stoffmanagement und in Produktlinienanalysen“.
- 1994 war der Preis ausgelobt für an Schülerinnen und Schüler, die eigene Leistungen zum Bereich Abfallvermeidung und Verkehrsberuhigung leisten. Den ersten Preis bekam die Umwelt-AG der Schillerschule in Hannover für den Beitrag „Hol Dir das Gefühl vom roten Milan“. Der zweite Preis ging an die Fachschule für Sozialpädagogik aus Karlsruhe für den Beitrag „Der höchste Berg der Welt ist der Müllberg“, der dritte Preis an die Videogruppe der Förderschule Pröbenweg für ihr Video „Alles Müll“.
- 1995 wurden Journalisten für ihre Beiträge zur Vermittlung von Hintergrundwissen über Fragen des Umweltschutzes ausgezeichnet. Preisträger waren Dr. Fritz Vorholz von der Wochenzeitung Die Zeit, Volker Angres vom ZDF sowie Gideon Heimann vom Tagesspiegel.
- 1996 ging der Preis an kleine und mittelständische Unternehmen für ihre Beteiligung von Beschäftigten und Interessenvertretung bei der Einführung von Öko-Audits. Der erste Preis wurde der Firma Schülke & Mayr verliehen. Der zweite Preis ging an die Firma Elida Fabergè. Die Verlagsgruppe Bauer erhielt den dritten Preis.
- 1997 wurde der Preis verliehen an Kommunalpolitikerinnen und -politiker, die sich um die Zukunft der Arbeit in ihrem Einflussbereich besonders verdient gemacht haben. Den Hauptpreis erhielt Fritz Heiser, Beigeordneter der Stadt Ludwigshafen am Rhein. Sonderpreise erhielten Frau Beate Weber, Oberbürgermeisterin der Stadt Heidelberg, Frau Regina Schneider, Stadträtin von Wolfen und Lothar Englert, Mitglied des Brandenburgischen Landtages.
- 1998 ging der Preis an Betriebsrätinnen und Betriebsräte von Industriebetrieben, denen es gelungen war, eine aktive Beteiligung der Interessenvertretung und/oder von Beschäftigten am Umweltmanagement ihres Unternehmens zu organisieren und die dabei sowohl die Sicherung der Arbeitsplätze als auch den Gesundheitsschutz engagiert verfolgt haben. Den ersten Preis erhielten die Betriebsräte der Firma Samvardhana Motherson Peguform verliehen. Die Betriebsräte der Firma Schachtbau Nordhausen erhielten den zweiten Preis. Der dritte Preis ging an den Gesamtbetriebsrat und den Betriebsrat der Hauptverwaltung der Deutschen Steinkohle AG Region Saar.
- 2000 wurde der Umweltpreis zum Thema „Responsible Care“ vergeben. Er ging zu gleichen Teilen an die CWS Lackfabrik GmbH & Co. KG in Düren und DOW Buna Sow Leuna Olefinverbund GmbH, Merseburg. Einen dritten Preis bekam der Fachbeirat Chemie des Ministeriums für Umwelt und Forsten Rheinland-Pfalz.
- 2002 hieß das Thema „Beispiele für eine nachhaltige Industrie- und Gewerbearchitektur unter Einbeziehung der Landschaft und einer arbeitnehmergerechten Gestaltung der Arbeitsplätze und der Arbeitsumwelt“. Den ersten Preis erhielt SurTec – Chemiefabrik als Passivhaus aus Zwingenberg, den zweiten Preis das Projekt „BE-SiNNTE ARCHITEKTUR – von der Industriebrache zur Kultur-Werkstatt“ in Wennigsen (Deister).
- 2007 ging der Preis unter dem Ausschreibungs-Titel „Junge Unternehmen fördern Nachhaltigkeit“ an die Bionade GmbH für ihr regionales Kooperationsprojekt mit benachbarten Landwirten: biologisch angebaute Erzeugnisse aus der Region werden verwendet, um so die einheimische Landwirtschaft zu stärken und die Transportwege für die benötigten Grundstoffe möglichst gering zu halten.
- Für 2010 wird der Preis Anfang November 2010 vergeben für „gelungene Maßnahmen zur Steigerung der Energieeffizienz mit Mitarbeiterbeteiligung“. Entscheidende Bedingung ist, dass die Maßnahmen, die sich auf Produktionsprozesse oder Dienstleistungen beziehen können, unter Einbeziehung der Mitarbeiter geschehen sind und einen praktischen Beitrag zum Umweltschutz und zur nachhaltigen Entwicklung leisten.